# Estoril Open 2001 - Qualificazioni singolare maschile
Le qualificazioni del singolare maschile dell'Estoril Open 2001 sono state un torneo di tennis preliminare per accedere alla fase finale della manifestazione. I vincitori dell'ultimo turno sono entrati di diritto nel tabellone principale. In caso di ritiro di uno o più giocatori aventi diritto a questi sono subentrati i lucky loser, ossia i giocatori che hanno perso nell'ultimo turno ma che avevano una classifica più alta rispetto agli altri partecipanti che avevano comunque perso nel turno finale.
Le qualificazioni del torneo Estoril Open 2001 prevedevano 32 partecipanti di cui 4 sono entrati nel tabellone principale.

## Teste di serie
1. Xavier Malisse (Qualificato)
2. Félix Mantilla (Qualificato)
3. Jacobo Diaz-Ruiz (secondo turno)
4. Michaël Llodra (primo turno)

1. Kristian Pless (primo turno)
2. Tomáš Zíb (secondo turno)
3. Emilio Benfele Álvarez (primo turno)
4. Oscar Serrano-Gamez (ultimo turno)

## Qualificati
1. Xavier Malisse
2. Félix Mantilla

1. Albert Montañés
2. Juan-Albert Viloca-Puig

## Tabellone

### Legenda
| - Q = Qualificato - WC = Wild card - LL = Lucky loser | - ALT = Alternate - SE = Special Exempt - PR = Protected Ranking | - w/o = Walkover - r = Ritirato - d = Squalificato |

### Sezione 1
|  | Primo turno                | Primo turno                | Primo turno        | Primo turno | Primo turno |  |  | Secondo turno | Secondo turno              | Secondo turno              | Secondo turno | Secondo turno |   |   | Ultimo turno | Ultimo turno   | Ultimo turno   | Ultimo turno | Ultimo turno |  |
|  |                            |                            |                    |             |             |  |  |               |                            |                            |               |               |   |   |              |                |                |              |              |  |
|  | 1                          | Xavier Malisse             | Xavier Malisse     | 7           | 6           |  |  |               |                            |                            |               |               |   |   |              |                |                |              |              |  |
|  |                            | Orlin Stanojčev            | Orlin Stanojčev    | 5           | 0           |  |  | 1             | Xavier Malisse             | Xavier Malisse             | 6             | 6             |   |   |              |                |                |              |              |  |
|  | Salvador Navarro-Gutierrez | Salvador Navarro-Gutierrez | 4                  | 6           | 6           |  |  |               | Salvador Navarro-Gutierrez | Salvador Navarro-Gutierrez | 3             | 4             |   |   |              |                |                |              |              |  |
|  | Nuno Matias                | Nuno Matias                | 6                  | 0           | 1           |  |  |               |                            |                            |               |               |   |   | 1            | Xavier Malisse | Xavier Malisse | 6            | 6            |  |
|  | Stéphane Huet              | Stéphane Huet              | Stéphane Huet      | 7           | 6           |  |  |               |                            |                            | Stéphane Huet | Stéphane Huet | 3 | 4 |              |                |                |              |              |  |
|  | Pedro Leao-Saraiva         | Pedro Leao-Saraiva         | Pedro Leao-Saraiva | 5           | 2           |  |  |               | Stéphane Huet              | 3                          | 6             | 6             |   |   |              |                |                |              |              |  |
|  | 6                          | Tomáš Zíb                  | 6                  | 1           | 6           |  |  | 6             | Tomáš Zíb                  | 6                          | 4             | 1             |   |   |              |                |                |              |              |  |
|  |                            | Gorka Fraile               | 3                  | 6           | 3           |  |  |               |                            |                            |               |               |   |   |              |                |                |              |              |  |

### Sezione 2
|  | Primo turno        | Primo turno            | Primo turno    | Primo turno | Primo turno |  |  | Secondo turno  | Secondo turno  | Secondo turno  | Secondo turno  | Secondo turno |   |   | Ultimo turno | Ultimo turno   | Ultimo turno | Ultimo turno | Ultimo turno |  |
|  |                    |                        |                |             |             |  |  |                |                |                |                |               |   |   |              |                |              |              |              |  |
|  | 2                  | Félix Mantilla         | Félix Mantilla | 7           | 6           |  |  |                |                |                |                |               |   |   |              |                |              |              |              |  |
|  |                    | Helder Lopes           | Helder Lopes   | 5           | 1           |  |  | 2              | Félix Mantilla | Félix Mantilla | 6              | 6             |   |   |              |                |              |              |              |  |
|  | Tomas Behrend      | Tomas Behrend          | 3              | 7           | 6           |  |  |                | Tomas Behrend  | Tomas Behrend  | 4              | 3             |   |   |              |                |              |              |              |  |
|  | Diego Hipperdinger | Diego Hipperdinger     | 6              | 65          | 4           |  |  |                |                |                |                |               |   |   | 2            | Félix Mantilla | 6            | 6            | 7            |  |
|  | Nenad Zimonjić     | Nenad Zimonjić         | 64             | 6           | 6           |  |  |                |                |                | Nenad Zimonjić | 7             | 2 | 5 |              |                |              |              |              |  |
|  | Jan Frode Andersen | Jan Frode Andersen     | 7              | 4           | 4           |  |  | Nenad Zimonjić | Nenad Zimonjić | Nenad Zimonjić | 7              | 6             |   |   |              |                |              |              |              |  |
|  |                    | Olivier Mutis          | 3              | 7           | 6           |  |  | Olivier Mutis  | Olivier Mutis  | Olivier Mutis  | 5              | 3             |   |   |              |                |              |              |              |  |
|  | 7                  | Emilio Benfele Álvarez | 6              | 62          | 4           |  |  |                |                |                |                |               |   |   |              |                |              |              |              |  |

### Sezione 3
|  | Primo turno         | Primo turno         | Primo turno         | Primo turno | Primo turno |  |  | Secondo turno       | Secondo turno       | Secondo turno       | Secondo turno       | Secondo turno       |   |   | Ultimo turno    | Ultimo turno    | Ultimo turno    | Ultimo turno | Ultimo turno |  |
|  |                     |                     |                     |             |             |  |  |                     |                     |                     |                     |                     |   |   |                 |                 |                 |              |              |  |
|  | 3                   | Jacobo Diaz-Ruiz    | Jacobo Diaz-Ruiz    | 6           | 6           |  |  |                     |                     |                     |                     |                     |   |   |                 |                 |                 |              |              |  |
|  |                     | Solon Peppas        | Solon Peppas        | 2           | 2           |  |  | 3                   | Jacobo Diaz-Ruiz    | Jacobo Diaz-Ruiz    | 5                   | 2                   |   |   |                 |                 |                 |              |              |  |
|  | Albert Montañés     | Albert Montañés     | Albert Montañés     | 6           | 6           |  |  |                     | Albert Montañés     | Albert Montañés     | 7                   | 6                   |   |   |                 |                 |                 |              |              |  |
|  | Alberto Berasategui | Alberto Berasategui | Alberto Berasategui | 2           | 0           |  |  |                     |                     |                     |                     |                     |   |   | Albert Montañés | Albert Montañés | Albert Montañés | 6            | 7            |  |
|  | Marcelo Charpentier | Marcelo Charpentier | Marcelo Charpentier | 6           | 6           |  |  |                     |                     | Marcelo Charpentier | Marcelo Charpentier | Marcelo Charpentier | 3 | 6 |                 |                 |                 |              |              |  |
|  | Feliciano López     | Feliciano López     | Feliciano López     | 1           | 2           |  |  | Marcelo Charpentier | Marcelo Charpentier | 4                   | 6                   | 6                   |   |   |                 |                 |                 |              |              |  |
|  |                     | Petr Luxa           | Petr Luxa           | 7           | 6           |  |  | Petr Luxa           | Petr Luxa           | 6                   | 4                   | 0                   |   |   |                 |                 |                 |              |              |  |
|  | 5                   | Kristian Pless      | Kristian Pless      | 5           | 1           |  |  |                     |                     |                     |                     |                     |   |   |                 |                 |                 |              |              |  |

### Sezione 4
|  | Primo turno          | Primo turno             | Primo turno          | Primo turno | Primo turno |  |  | Secondo turno           | Secondo turno           | Secondo turno       | Secondo turno       | Secondo turno       |   |   | Ultimo turno | Ultimo turno            | Ultimo turno            | Ultimo turno | Ultimo turno |  |
|  |                      |                         |                      |             |             |  |  |                         |                         |                     |                     |                     |   |   |              |                         |                         |              |              |  |
|  |                      | Juan-Albert Viloca-Puig | 6                    | 63          | 6           |  |  |                         |                         |                     |                     |                     |   |   |              |                         |                         |              |              |  |
|  | 4                    | Michaël Llodra          | 3                    | 7           | 2           |  |  | Juan-Albert Viloca-Puig | Juan-Albert Viloca-Puig | 2                   | 6                   | 6                   |   |   |              |                         |                         |              |              |  |
|  | Oscar Burrieza-Lopez | Oscar Burrieza-Lopez    | Oscar Burrieza-Lopez | 6           | 6           |  |  | Oscar Burrieza-Lopez    | Oscar Burrieza-Lopez    | 6                   | 4                   | 3                   |   |   |              |                         |                         |              |              |  |
|  | Renzo Furlan         | Renzo Furlan            | Renzo Furlan         | 2           | 3           |  |  |                         |                         |                     |                     |                     |   |   |              | Juan-Albert Viloca-Puig | Juan-Albert Viloca-Puig | 7            | 6            |  |
|  | Stefano Tarallo      | Stefano Tarallo         | Stefano Tarallo      | 6           | 7           |  |  |                         |                         | 8                   | Oscar Serrano-Gamez | Oscar Serrano-Gamez | 5 | 4 |              |                         |                         |              |              |  |
|  | Andre Lopes          | Andre Lopes             | Andre Lopes          | 2           | 65          |  |  |                         | Stefano Tarallo         | Stefano Tarallo     | 4                   | 1                   |   |   |              |                         |                         |              |              |  |
|  | 8                    | Oscar Serrano-Gamez     | Oscar Serrano-Gamez  | 6           | 6           |  |  | 8                       | Oscar Serrano-Gamez     | Oscar Serrano-Gamez | 6                   | 6                   |   |   |              |                         |                         |              |              |  |
|  |                      | Werner Eschauer         | Werner Eschauer      | 4           | 4           |  |  |                         |                         |                     |                     |                     |   |   |              |                         |                         |              |              |  |